# Heishansaurus
Heishansaurus („Ještěr z pohoří Chej-šan") byl rod ptakopánvého dinosaura, spadajícího pravděpodobně do skupiny "obrněných" ankylosaurů. Žil v období svrchní křídy (geologické stupně kampán až maastricht, před 84 až 66 miliony let) na území dnešní severní Číny (provincie Kan-su, nedaleko města Ťia-jü-kuan).

## Historie
Fosilie dinosaura objevil v roce 1930 švédský paleontolog Birger Bohlin v rámci švédsko-čínské paleontologické exepdice. V roce 1953 dinosaura také formálně popsal a pojmenoval. Druhové jméno pachycephalus ("tlustohlavý") odkazuje k původnímu domnění Bohlina, že se zřejmě jedná o pachycefalosauridního dinosaura. V současnosti se vědci kloní spíše k názoru, že se jednalo o zástupce skupiny Ankylosauria (ovšem jako nomen dubium, tedy pochybné vědecké jméno).
Fosilie dinosaura byly objeveny v souvrství Min-che a zahrnují části lebky i postkraniální kostry, kromě toho pak i části dermálního kostěného "brnění" (osteodermy a bodce). Dnes je již původní fosilní materiál ztracen, Americké přírodovědné muzeum v New Yorku má nicméně k dispozici odlitek hrudního obratle (pod katalogovým označením AMNH 2062).

## Zařazení
Heishansaurus byl zástupcem kladu Ankylosauria a možná i čeledi Ankylosauridae. Vzdáleně příbuzným rodem byl například jurský Tianchisaurus.